# Halloween
Pour les articles homonymes, voir Halloween (homonymie).
Halloween, ou l'Halloween en français canadien, est une fête folklorique originaire des îles anglo-celtes célébrée dans la nuit du 31 octobre au 1er novembre, jour de la fête catholique de la Toussaint. Son nom est une contraction de l'anglais All Hallows' Eve qui signifie the eve of All Hallows' Day en anglais contemporain et peut se traduire comme « la veille de tous les saints » ou « la veillée de la Toussaint ».
En dépit de son nom d'origine chrétienne et anglaise, de multiples sources présentent Halloween comme un héritage de la fête religieuse de Samain qui était célébrée au début de l'automne par les Celtes et constituait pour eux une sorte de fête du Nouvel An. Halloween est ainsi connue jusqu'à nos jours sous le nom de Oíche Shamhna en gaélique. Elle est une fête très populaire en Irlande, en Écosse et au Pays de Galles où l'on trouve de nombreux témoignages historiques de son existence. Jack-o'-lantern, la lanterne emblématique d'Halloween, est elle-même issue d'une légende irlandaise.
C'est à partir du VIIIe siècle, sous le pape Grégoire III (731-741) et, au siècle suivant, sous le pape Grégoire IV (827-844), que l'Église catholique déplaça la fête de la Toussaint, fête de tous les saints, qui pouvait se fêter jusqu'alors après Pâques ou après la Pentecôte. La célébration catholique reprend ainsi, et transmet d'une certaine manière, celle celtique, dans sa date (jour du 1er novembre pour la Toussaint, nuit du 30 octobre au 1er novembre pour Samain) et dans son symbole (hommage aux morts, repris le 2 novembre dans la célébration catholique).
La fête d'Halloween est introduite aux États-Unis et au Canada après l'arrivée massive d'émigrants irlandais et écossais notamment à la suite de la Grande famine irlandaise (1845-1851). Elle y gagne en popularité à partir des années 1920 et c'est sur le nouveau continent qu'apparaissent les lanternes Jack-o'-lanterns confectionnées à partir de citrouilles, d'origine locale, en remplacement des navets utilisés en Europe.
La fête d'Halloween est aujourd'hui célébrée principalement en Irlande, en Grande-Bretagne, aux États-Unis, au Canada, en Australie et en Nouvelle-Zélande. Elle est dans une moindre mesure fêtée dans de nombreux autres pays influencés marqués par une américanisation de leur culture. La tradition moderne la plus connue veut que les enfants se déguisent avec des costumes effrayants à l'image des fantômes, des pirates, des monstres ou des vampires et aillent sonner aux portes en demandant des friandises avec la formule : Trick or treat! qui signifie « des bonbons ou un sort ! ». La soirée peut également être marquée par des feux de joie, des feux d'artifice, des jeux d'enfants, la lecture de contes horrifiques ou de poèmes d'Halloween, la diffusion de films d'horreur mais aussi la tenue de messes anticipées de la Toussaint dans sa composante strictement religieuse.

## Étymologie et orthographe
L'étymologie du mot « Halloween » appartient strictement à la langue anglaise, sans aucun rapport avec le gaélique ou toute autre langue celtique. Son nom actuel est une altération de All Hallows' Eve, qui signifie littéralement « la veille de tous les saints », c'est-à-dire la veille de la fête chrétienne de la Toussaint. Hallow est une forme archaïque du mot anglais holy et signifie « saint », even est une forme usuelle qui a formé evening, le soir. L'orthographe Hallowe'en est encore parfois utilisée au Canada et au Royaume-Uni, « e'en » étant la contraction de even, devenue « een ».
Au Québec, le mot « Halloween » est précédé de l'article défini « l' ». Par exemple : « C'est l'Halloween! ». D'après l'Office québécois de la langue française, « en dépit du fait qu'en typographie la majuscule caractérise les noms de fêtes civiles ou religieuses, ce terme est parfois attesté avec une minuscule. D'autre part, même si ce mot est d'origine étrangère, le « h » initial est muet, ce qui entraîne son élision, par exemple dans l'expression des bonbons d'Halloween. »

## Historique

### Les origines celtiques: la fête de Samain

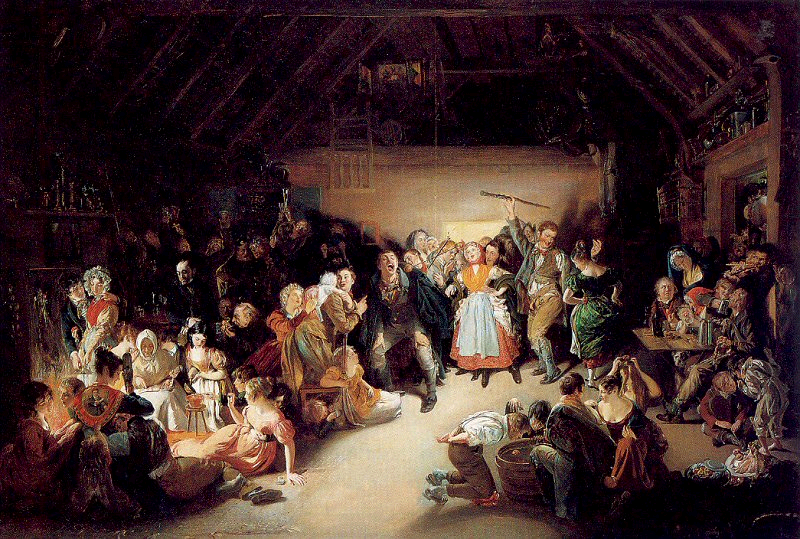
Snap Apple Night (1833) par Daniel Maclise.
De jeunes garçons jouent au « Snap Apple » en premier plan de cette scène d'une soirée d'Halloween en Irlande à Blarney, comté de Cork, en 1832.

La plupart des historiens considèrent la fête folklorique païenne traditionnelle d'Halloween comme un héritage de Samain, une fête qui était célébrée au début de l'automne par les Celtes et constituait pour eux une sorte de fête du Nouvel An,,,. Pendant la protohistoire celtique existait une fête religieuse — Samain en Irlande, Samonios en Gaule — qui se déroulait sous l'autorité des druides, pendant sept jours : le jour de Samain lui-même et trois jours avant et trois jours après. « C'est une fête de fermeture de l'année écoulée et d'ouverture de l'année à venir. Dans le calendrier celtique basé sur le cycle solaire, la date de Samain correspondait à la mi-temps d'une des quatre périodes allant d'un équinoxe et à un solstice, ou d'un solstice à un équinoxe. Par différence, ce sont les extrémités de ces périodes qui sont aujourd'hui l'occasion de célébrations dans les sociétés occidentales, et non leurs mi-temps : notre nouvel an actuel est fixé dix jours après le solstice d'hiver, Pâques est fêtée au moment de l'équinoxe de printemps, au solstice d'été a lieu la fête de la musique. Seul l'équinoxe d'automne n'étant pas fêté au profit de la mi-temps de la période qui le sépare du solstice d'hiver. Le temps de Samain est celui du Sidh (l'autre monde) brièvement confondu avec celui de l'humanité. » La nuit de Samain n'appartient ni à l'année qui se termine, ni à celle qui commence. La fête est une période close en dehors du temps. C'est la période où les barrières sont baissées et où, selon les croyances de l'époque, l'irréel côtoie le réel et où les hommes peuvent communiquer avec les gens de l'autre monde (il s'agit là de démons ou des dieux des Tuatha Dé Danann). Lors de cette nuit de fermeture, les Gaulois avaient l'habitude de pratiquer une cérémonie afin de s'assurer que la nouvelle année à venir se déroulerait sereinement. Par tradition, ils éteignaient le feu de cheminée dans leur foyer puis se rassemblaient en cercle autour du feu sacré de l'autel, où le feu était aussi étouffé pour éviter l'intrusion d'esprits maléfiques dans le village. Après la cérémonie, chaque foyer recevait des braises encore chaudes pour rallumer le feu dans sa maison pour ainsi protéger la famille des dangers de l'année à venir.
Les fêtes druidiques ont disparu d'Irlande au Ve siècle, avec l'arrivée d'une nouvelle religion, le christianisme.

### Halloween, Toussaint et fête des Morts
La fête catholique de la Toussaint tire son origine d'une commémoration de tous les martyrs, instituée à Rome en 613 par le pape Boniface IV ; à l'origine, elle était fêtée le 13 mai, jour anniversaire de la consécration chrétienne du Panthéon. Elle remplaçait la fête des Lemuria de la Rome antique célébrée à cette date pour conjurer les spectres malfaisants.
Au IXe siècle, la fête fut étendue à « tous les saints » par le pape Grégoire IV et décalée au 1er novembre. Les historiens considèrent généralement que cette date a été choisie pour christianiser la fête de Samain,. Certains spécialistes considèrent toutefois les festivités de la « veille de la Toussaint » comme devant exclusivement être rattachées à la tradition chrétienne et récusent toute origine païenne à ces célébrations.
La célébration de Toussaint fut suivie localement d'un office des morts dès le IXe siècle. En 998, les moines de Cluny instituèrent une fête des trépassés le 2 novembre, qui entra dans la liturgie romaine comme commémoration de tous les fidèles défunts au XIIIe siècle. Le culte des morts resta cependant massivement célébré au 1er novembre. Sur le Continent, l'historienne Nadine Cretin cite une croyance bretonne qui aurait perduré jusqu'au début du XXe siècle, selon laquelle les âmes des morts revenaient à la veille de la Toussaint et lors des nuits de solstice. Avant d'aller se coucher, on leur laissait de la nourriture sur la table et une bûche allumée dans le feu pour qu'ils puissent se chauffer. Cette croyance n'étant pas chrétienne, elle pourrait être, si elle est confirmée, une survivance de Samain.

### Diffusion de l'Irlande aux États-Unis
Hors de l'Empire carolingien, le changement de date ne fut pas systématique ; l'Irlande continua à fêter les martyrs au 20 avril et non au 1er novembre. L'abondante littérature irlandaise médiévale, élaborée par les clercs entre les VIIIe et XIIe siècles, ne mentionne que la fête sacrée de Samain.
À la suite de la Grande famine de 1845 en Irlande, plus de 2 millions d'Irlandais s'installèrent aux États-Unis et apportèrent avec eux leurs pratiques et coutumes.

### Diffusion des États-Unis à la France

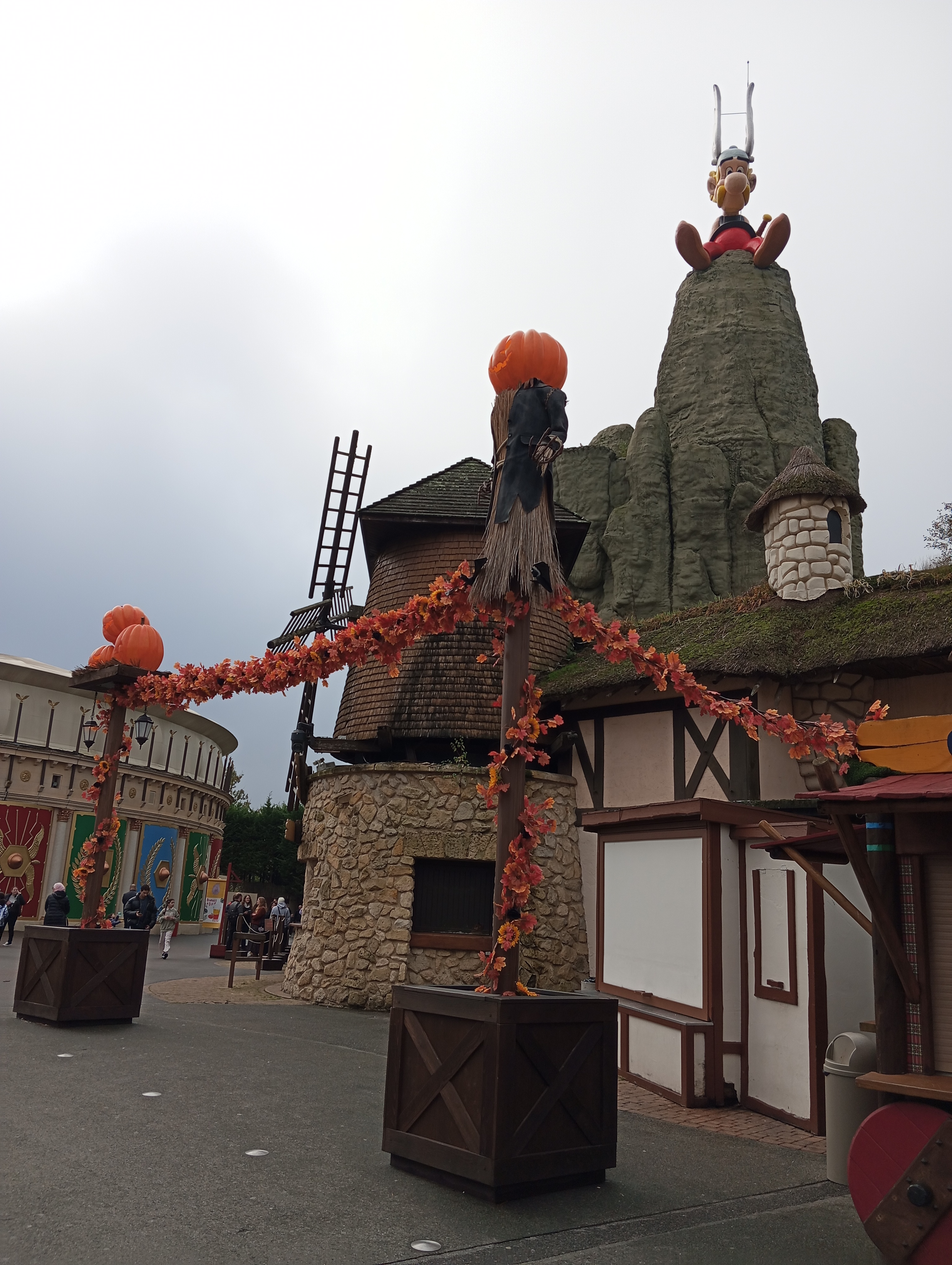
Décorations d'Halloween au Parc Astérix en octobre 2024.

Le 31 octobre 1992, dans le quartier Doulon, à Nantes, des enfants se déguisent (en sorcière, fantôme, monstre) avant de frapper aux portes des habitants ayant mis en évidence une citrouille pour réclamer des bonbons. Cette initiative est venue d'une habitante qui a célébré deux fois Halloween aux États-Unis. C'est la première occurrence connue d'une telle célébration en France. C'est vraiment à partir de 1997 qu'arrive massivement Halloween dans le pays, porté par des commerçants.

## Jack-o'-lantern

### Légende
Jack-o'-lantern est probablement le personnage le plus populaire associé à Halloween. Il provient d'un vieux conte irlandais. Jack aurait poursuivi le diable pendant cinq bonnes années. Jack aurait été un avare, un personnage ivrogne, méchant et égocentrique. Un soir, alors qu'il était dans une taverne, le diable lui apparut et lui réclama son âme. Jack demanda au diable de lui offrir à boire, un dernier verre avant de partir pour l'enfer. Le diable accepta et se transforma en pièce de six pence. Jack la saisit et la plaça immédiatement dans sa bourse. Cette dernière ayant une serrure en forme de croix, le diable ne put s'en échapper. Finalement, Jack accepta de libérer le diable, à condition que ce dernier lui accordât dix ans de plus à vivre. Dix ans plus tard, Jack fit une autre farce au diable, le laissant en haut d'un arbre (sur lequel il avait gravé une croix grâce à son couteau) avec la promesse qu'il ne le poursuivît plus.
Lorsque Jack mourut, l'entrée au paradis lui fut refusée, et le diable refusa également de le laisser entrer en enfer. Jack réussit néanmoins à convaincre le diable de lui donner un morceau de charbon ardent afin d'éclairer son chemin dans le noir. Il plaça le charbon dans un navet creusé en guise de lanterne et fut condamné à errer sans but, jusqu'au jour du jugement dernier. Il est alors nommé Jack of the Lantern (Jack à la lanterne, en français), ou Jack-o'-lantern. Il réapparaît chaque année, le jour de sa mort, à Halloween.

### Symboles

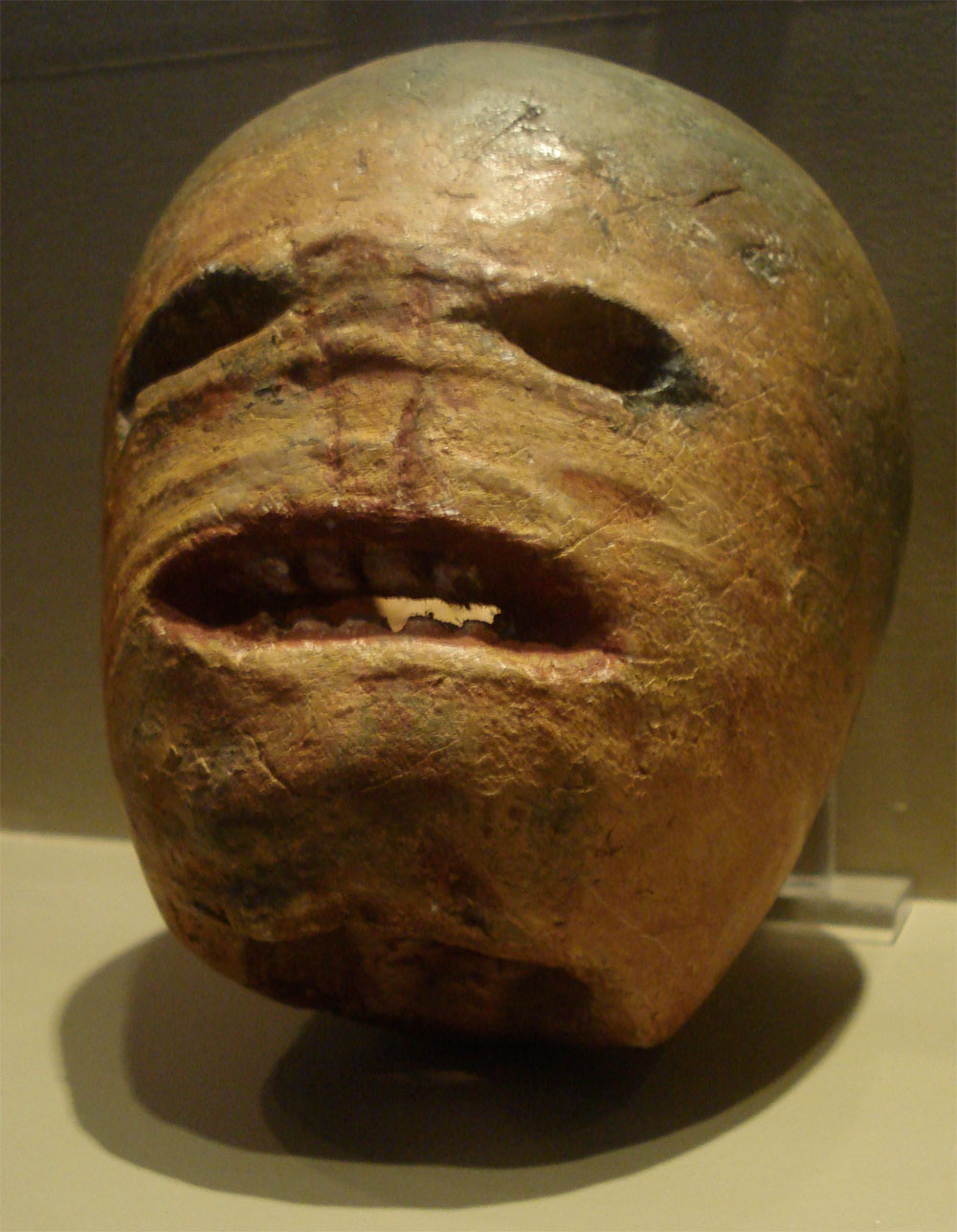
Une jack-o'-lantern traditionnelle (navet) irlandaise du début du XXe siècle exposée au Museum of Country Life.

À l'origine, le symbole d'Halloween était un navet contenant une bougie pour commémorer la légende de Jack-o'-lantern (Jack à la lanterne), condamné à errer éternellement dans l'obscurité entre l'enfer et le paradis en s'éclairant d'un tison posé dans un navet. Le navet fut progressivement remplacé par une citrouille. Même s'il existe une tradition des îles Britanniques consistant à sculpter une lanterne à partir d'un rutabaga ou d'un navet, la pratique fut associée à Halloween en Amérique du Nord, où la citrouille était plus large et plus facile à sculpter.
Au début du XXe siècle, les enfants du Finistère, en Bretagne, auraient encore eu pour coutume de sculpter des têtes dans des betteraves et des navets à l'approche de la Toussaint, ainsi que de jouer des tours aux autres villageois, selon une anecdote rapportée par Pierre-Jakez Hélias dans son livre Le Cheval d'orgueil.
Toutefois, les têtes de mort creusées dans des navets ne sont pas une tradition exclusive d'Halloween. Au XIXe siècle, dans les Vosges, on sculptait aussi des têtes de mort dans les navets pour célébrer la Saint-Grégoire.
L'imagerie qui entoure Halloween est un large amalgame de la saison d'Halloween (saison où les nuits deviennent de plus en plus longues par rapport au jour), d'un siècle ou presque de représentations artistiques (notamment dans les films américains), et une volonté mercantile de commercialiser ce qui a rapport au sombre et au mystérieux. Ceci implique généralement la mort, la magie ou des monstres mythiques. Les personnages couramment associés à Halloween sont les fantômes, les goules, les sorcières, les vampires, les chauves-souris, les hiboux, les corbeaux, les vautours, les maisons hantées, les cimetières, des personnages à tête de citrouille, les chats noirs, les araignées, les gobelins, les zombies, les momies, les squelettes, les loups-garous et les démons. Surtout aux États-Unis, le symbolisme est inspiré par les classiques du cinéma d'horreur, avec des personnages comme Dracula, le monstre de Frankenstein, le Loup-Garou et la Momie. Les maisons sont souvent décorées avec ces symboles.
Des maquillages et déguisements inspirés des traditions du Jour des morts mexicain, en particulier des calaveras et des représentations de La Catrina, sont de plus en plus fréquemment utilisés pour Halloween, aux États-Unis et dans d'autres pays, et des soirées sur ce thème sont même organisées pour Halloween ; cette mode récente, apparue au début du XXIe siècle, est critiquée au motif d'appropriation culturelle,,.
L'orange et le noir sont les deux couleurs traditionnellement associées à Halloween. Pour l'historienne Nadine Cretin, ces couleurs ont été adoptées après la rencontre d'Halloween avec le Jour des morts célébré au Mexique. Dans les produits et les images plus récents, les couleurs mauve, vert et rouge peuvent être retrouvées. L'usage de ces couleurs est, en partie, dû à leur présence dans les publicités ayant rapport à cette fête depuis plus d'un siècle.

## Activités

### La chasse aux bonbons

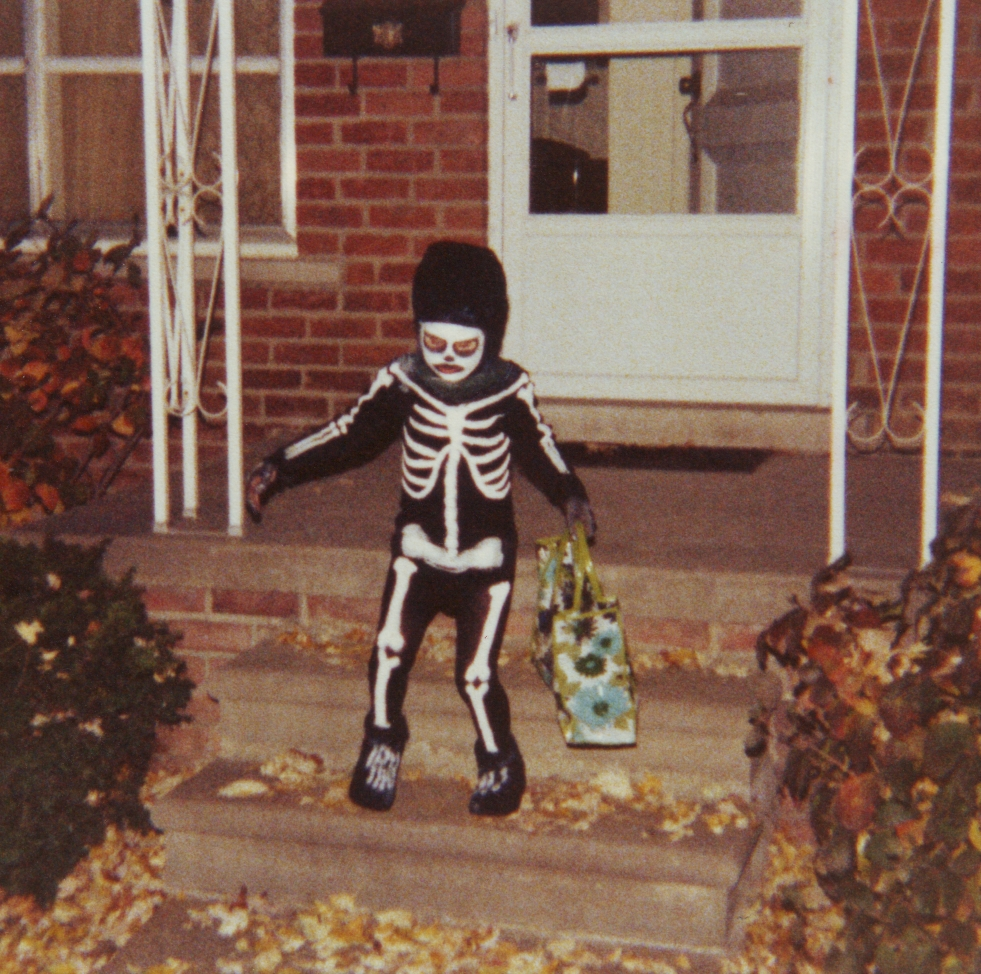
Un enfant passant la fête d'Halloween à Redford Township, au Michigan (États-Unis).

L'événement principal de la fête est la chasse aux bonbons, aussi appelé passage d'Halloween, durant lequel des enfants déguisés vont de porte en porte pour réclamer des friandises. Les enfants anglophones crient « Trick or treat! », qui signifie « Farce ou friandise ! ». En France et en Belgique, l'habitude est de dire une phrase semblable à celle des anglophones « Des bonbons ou un sort ! ». Tandis qu'au Québec, les enfants crient : « Bonbons, s'il vous plaît ! » En ce sens, Halloween fut d'abord connue sous le nom de « Soirée des tours » dans les premières régions des États-Unis où elle se diffusa. Les costumes des enfants, souvent effrayants, servent à donner l'illusion que les esprits maléfiques d'autrefois reviennent hanter les rues des villes dans lesquelles le porte-à-porte est pratiqué.
La tradition du porte-à-porte pour demander de la nourriture existait déjà au Royaume-Uni et en Irlande : les enfants et les pauvres chantaient et récitaient des prières contre des soul cakes (en) (gâteaux de l'âme). La tradition d'Halloween est née au XIXe siècle en Écosse et en Irlande. Aux États-Unis et dans les pays du Commonwealth, le trick-or-treating est une tradition depuis les années 1930.
Les propriétaires de maisons souhaitant participer à cette tradition décorent habituellement leur porte de toiles d'araignées, de squelettes en plastiques ou de Jack-o'-lantern. Les habitants sont eux-mêmes souvent déguisés, donnent des friandises, des barres de chocolat, et parfois même des boissons gazeuses. Certaines personnes utilisent des effets sonores et de la fumée pour ajouter de l'ambiance.
À une certaine époque, aux États-Unis, il y eut de nombreuses rumeurs portant sur des enfants qui auraient retrouvé des épingles et des lames de rasoir dans des pommes et des bonbons récoltés la nuit d'Halloween. Bien qu'il existe des preuves de ces incidents, ces actes malveillants sont extrêmement rares et n'ont jamais donné lieu à des blessures graves. Néanmoins, certaines mesures de sécurité ont été mises en place pour rassurer la population.
La collecte pour l'UNICEF est devenue une tradition durant Halloween au Canada et aux États-Unis. Débutant en 1948 comme événement local dans une banlieue de Philadelphie, le programme consiste en la distribution de petites boîtes aux écoliers, avec lesquelles ils peuvent solliciter des dons en visitant les maisons. Selon les estimations, les enfants ont amassé plus de 119 millions de dollars américains pour l'UNICEF depuis le début du programme. En 2006, l'UNICEF retire ces boîtes dans certaines parties du monde, citant des problèmes administratifs et de sécurité.

### Nourriture

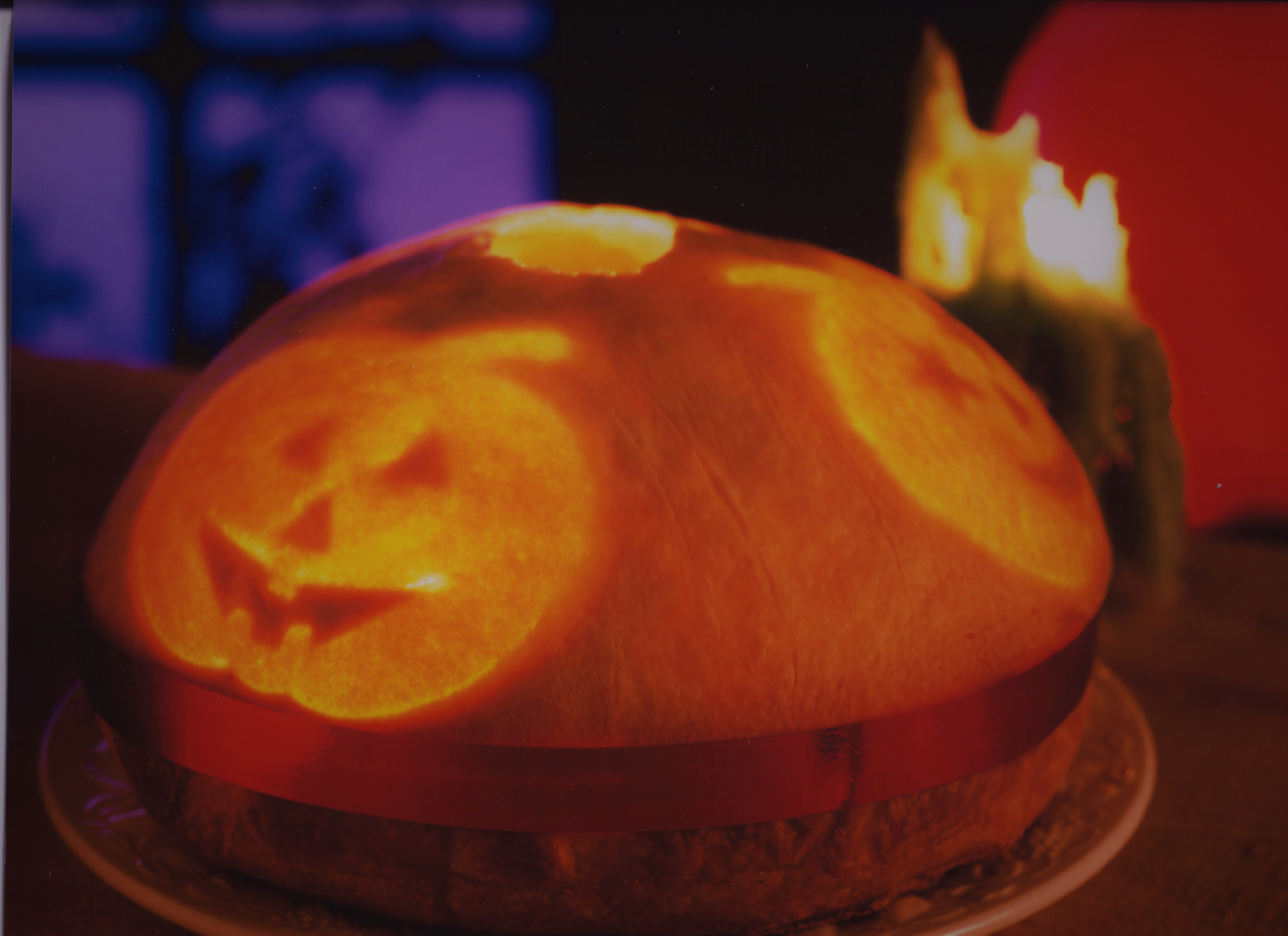
Le Samain, gâteau d'Halloween créé par la société Optos-Opus.

Une tradition qui a survécu jusqu'au temps moderne en Irlande est la cuisson (ou l'achat) d'un barmbrack (báirín breac en irlandais), un gâteau aux fruits léger. Un anneau est placé dans le gâteau avant la cuisson. Il est dit que quiconque trouve l'anneau trouvera le véritable amour durant l'année. La citrouille n'a pas seulement un aspect décoratif. Les graines rôties peuvent être mangées et la chair peut être utilisée pour faire de la tarte, de la soupe, de la confiture ou du pain. D'autres aliments sont associés à la fête, tels que le Colcannon (en Irlande), le bonfire toffee (au Royaume-Uni), le Toffee Apple (en Australie ; en Grande-Bretagne à la place des pommes d'amour), le cidre chaud, le blé d'Inde rôti, les beignets, et le pop-corn.
En France, il y avait, à la fin des années 1990 et au début des années 2000, un gâteau commercialisé pendant la fête d'Halloween : Le Samain. Il était alors breveté par la société Optos-Opus, qui avait déjà déposé la marque Halloween, et vendu comme étant le gâteau officiel d'Halloween. Le Samain, dont le nom fait référence au Samain de la mythologie celtique, était alors confectionné à base de pâte feuilletée, de pommes, de noisettes grillée, de raisins secs et de caramel. Son aspect lui donnait l'impression d'être illuminé de l'intérieur avec des têtes de citrouille.
Enfin, les enfants récoltent les friandises associées au « Trick or treat ».

## Popularité dans le monde

### Pays où Halloween est traditionnellement fêté

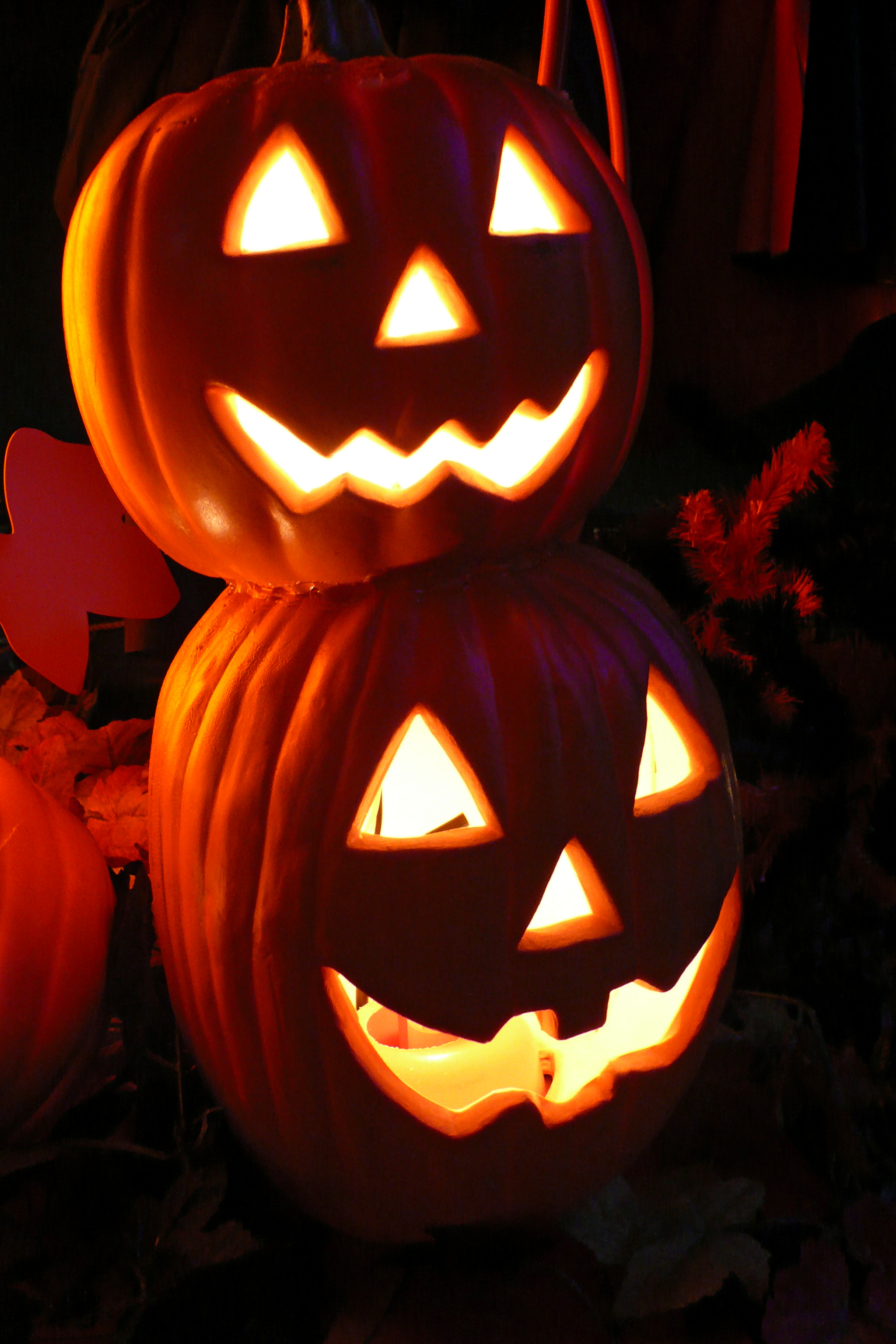
Citrouilles d'Halloween.

#### Irlande
En Irlande, Halloween est une fête très populaire, connue sous le nom Gaélique Oíche Shamhna (littéralement la nuit de la fin de l'été), et célébrée depuis des siècles. Dans la nuit d'Halloween, les enfants et les adultes se déguisent en créatures maléfiques (fantômes, sorcières, gobelins), des grands feux sont allumés et des feux d'artifice sont tirés partout dans le pays.

#### Écosse
L'Écosse, ayant une langue et une culture gaéliques communes avec l'Irlande, célèbre la fête de Samhain depuis des siècles. Robert Burns fit un portrait des différentes coutumes dans son poème Hallowe'en (1785). Halloween, connu en gaélique écossais sous le nom de Oidhche Shamhna, consiste principalement en des enfants déguisés (souvent en sorcière ou en fantôme) faisant du porte-à-porte et offrant des divertissements variés. Si la performance est appréciée, les enfants sont récompensés avec des bonbons, des fruits ou un peu d'argent. Le folklore, incluant Halloween, est centré sur la croyance envers les fées. Les enfants se costument et transportent une Neepy Candle, un visage diabolique gravé dans un rutabaga (neep en anglais) évidé, éclairé de l'intérieur, pour effrayer les mauvaises fées. Un jeu d'enfants populaire durant cette soirée est celui où une pomme doit être attrapée dans un bac d'eau en utilisant seulement sa bouche. Un autre jeu consiste à essayer de manger, en ayant les yeux bandés, un pain enrobé de mélasse pendant au plafond par une ficelle.

#### Angleterre
En Angleterre, la fête d'Halloween était autrefois appelée « la nuit du casse-noisettes » ou « la nuit de la pomme croquante ». Les familles réunies autour du feu racontaient des histoires tout en mangeant des noisettes et des pommes. Ce jour-là, les pauvres recevaient des gâteaux appelés soul cakes (« les gâteaux de l'esprit »). Halloween fut critiquée en Angleterre pendant la période des Réformes pour être opposée à la notion de prédestination et sa popularité baissa dans ce pays.

#### États-Unis

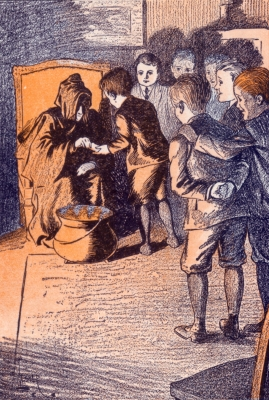
Hallowe'en at Merryvale par Alice Hale Burnett.

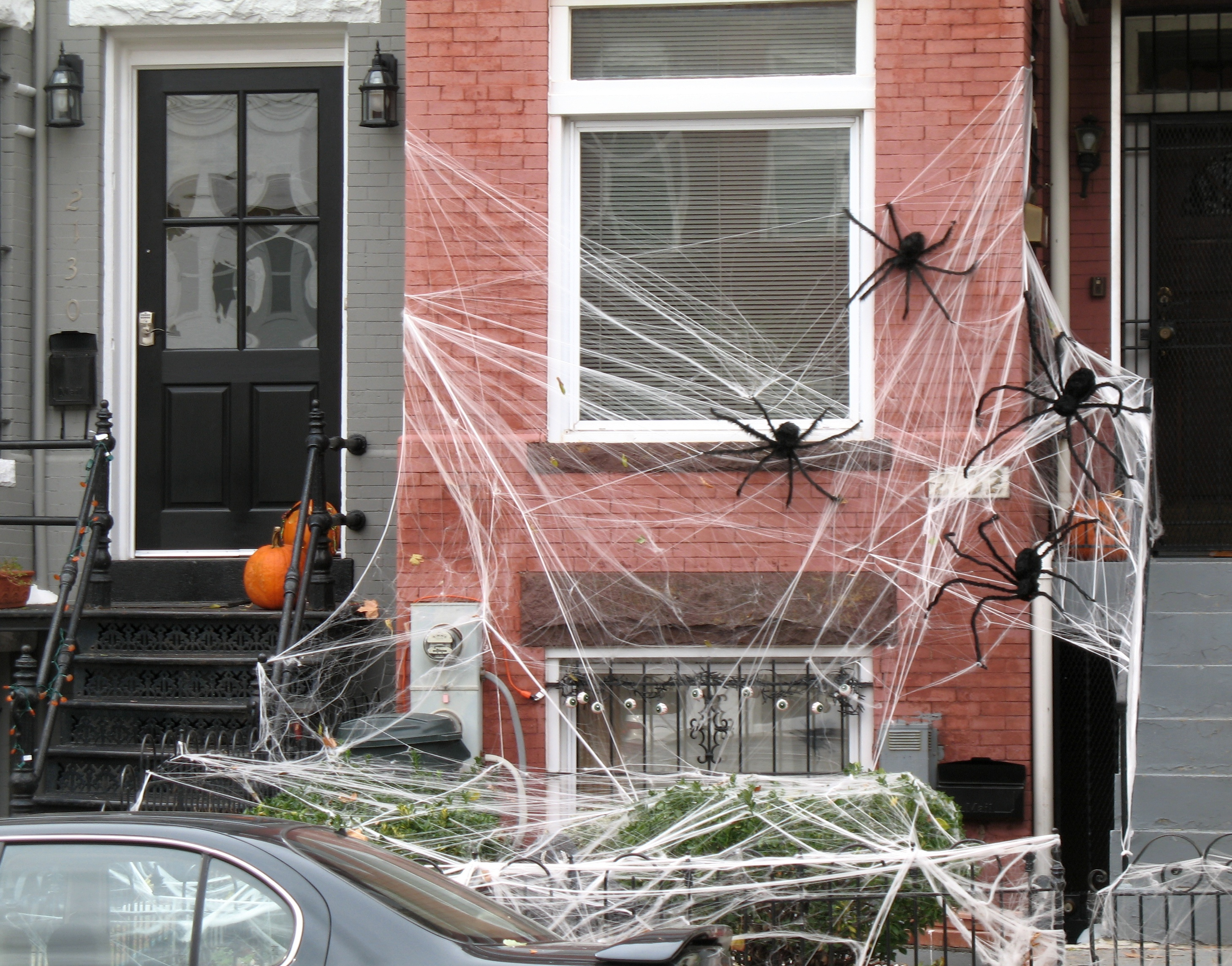
Décorations d'Halloween sur une maison de Washington.

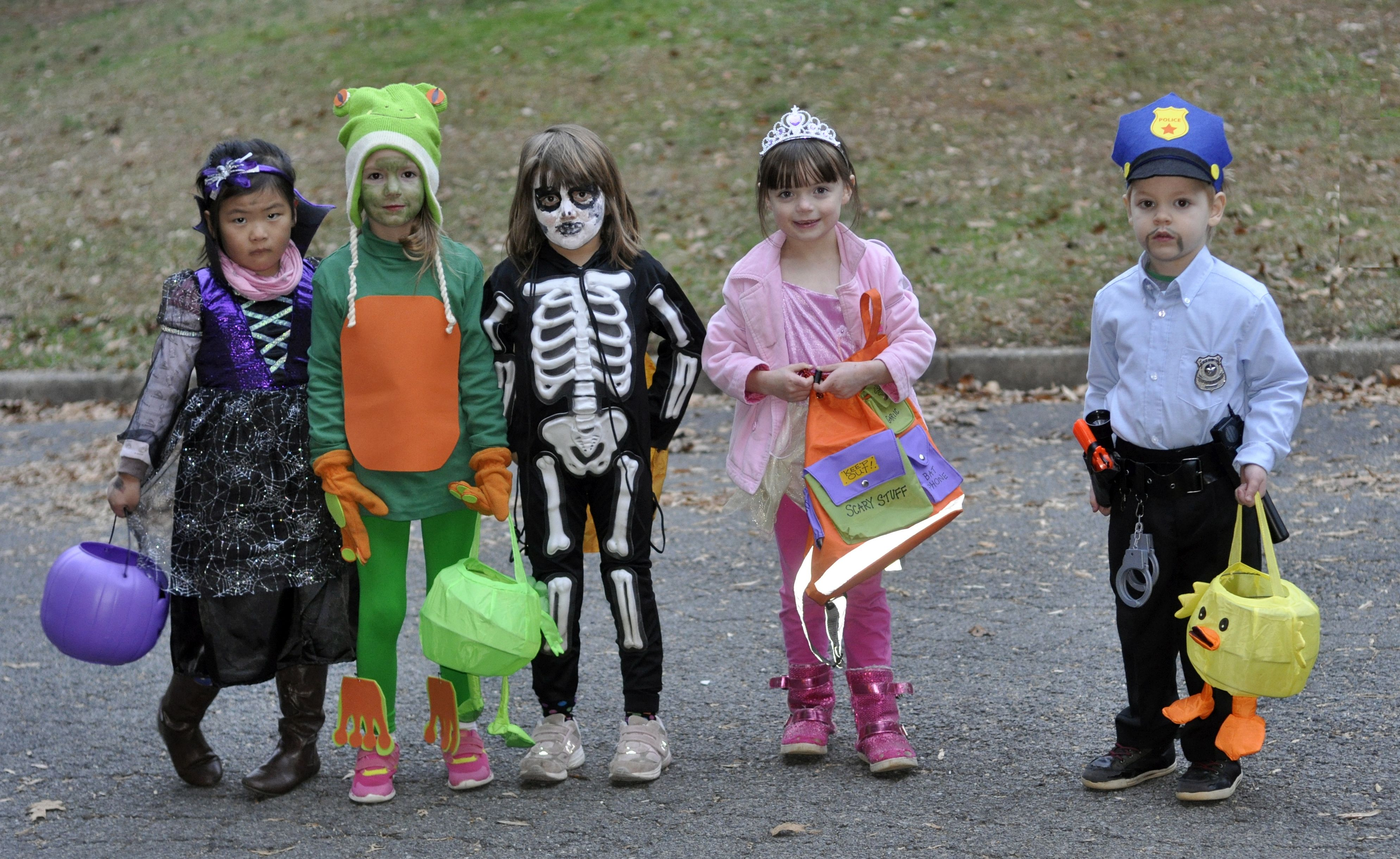
Costumes d'Halloween en Virginie. Octobre 2014.

C'est à la fin du XIXe siècle qu'Halloween devint aux États-Unis une source de festivités avec les déguisements et les décorations tournant autour des têtes de morts, fantômes, squelettes, sorcières. Les enfants déguisés en sorcières ou en fantômes défilent dans les rues en frappant aux portes et en revendiquant des petits cadeaux (des bonbons) sous menace de malédiction en cas de refus. La coutume du Trick or treat est apparue aux États-Unis dans les années 1930. Aujourd'hui, Halloween est fêté par un Américain sur deux, un sur deux décore sa maison, 72,3 % distribuent des bonbons et 40,6 % se déguisent. Ils dépensent en moyenne 62 dollars par personne, ce qui représente un total de 8 milliards de dollars.

#### Canada
Au Canada, la fête d'Halloween est largement célébrée. Le 31 octobre, le soir venu, les enfants revêtent des costumes de toutes sortes, amusants ou effrayants, et envahissent les rues pour frapper à chaque porte et demander des friandises. Les foyers qui participent à la fête ornent le pas de leur porte d'une citrouille illuminée ou branchent simplement les décorations pour indiquer que les enfants y sont les bienvenus. Depuis quelques années, cette fête a pris de l'ampleur et donne lieu à de multiples activités pour petits et grands. La fête suscite aussi un engouement croissant pour la création de véritables décors d'horreur devant certaines maisons. Les commerces comme les restaurants et les discothèques se prêtent également au jeu.
Il fallut néanmoins attendre les années 1960-1970 pour qu'elle s'impose réellement dans les régions à grande majorité francophone, comme le Saguenay–Lac-Saint-Jean et le Bas-Saint-Laurent. Par ses manifestations, la fête d'Halloween s'apparente à celle du Mardi gras, ou de la Mi-Carême, qui donnaient lieu, dans certaines régions du pays, à des déguisements et à la collecte de bonbons, notamment au Goulet (Nouveau-Brunswick) et à Saint-Antoine-de-l'Isle-aux-Grues (Québec).

### Pays où Halloween a été introduit depuis les États-Unis

#### Europe francophone: France, Belgique et Suisse
Halloween a été introduit dans les années 1990 en Europe francophone: France, Belgique et Suisse. Si des évènements thématiques sont organisés et des enfants sonnent chez leurs voisins pour réclamer des bonbons, l'influence de cette fête est avant tout commerciale,,.

#### Caraïbes
Halloween est célébré dans les Caraïbes. Dans certaines régions des Antilles britanniques, il y a des célébrations en l'honneur de la Nuit de Guy Fawkes qui ont lieu aux environs d'Halloween. Sur l'île de Bonaire, les enfants d'une ville se rassemblent en groupe, et contrairement aux autres endroits du monde, ils fêtent Halloween dans les confiseries, au lieu de faire du porte-à-porte.

#### Île Maurice
Sur l'Île Maurice la quête de friandises le soir du 31 octobre est parfois effectuée par les enfants, bien que cela ne soit pas entièrement inscrit dans les mœurs du pays.

#### Maroc
Au Maroc la fête d'Halloween est peu célébrée mais sa popularité augmente rapidement au point de voir des citrouilles dans certains quartiers, des enfants déguisés et des adultes qui organisent des soirées.

## Controverses
Dans plusieurs pays ne célébrant traditionnellement pas Halloween, son introduction a suscité une opposition plus ou moins forte. Certaines voix se sont élevées pour dénoncer une américanisation croissante du monde, ou pour craindre que les fêtes religieuses autour du 31 octobre, comme la Toussaint, ne soient balayées par cette fête.

### Aspects commerciaux

Logo de la marque Halloween, déposée par la société Optos-Opus, qui a permis de donner une visibilité importante de la fête en France.

En France, la tradition indigène de la Rommelbootzennaat (nuit des betteraves grimaçantes) s'est maintenue dans le pays de Nied, en Moselle.
D'autre part, Halloween était surtout célébré dans les familles ou regroupements anglo-saxons, mais aucun distributeur n'osait commercialiser la fête à grande échelle. Halloween se développe en France à partir de 1991/1992 avec une accélération en 1994/1995. Constatant ce phénomène, Philippe Cahen, créateur de conseil en prospective, décide alors de fonder la société Optos-Opus pour ensuite déposer la marque Halloween. La société commercialise alors des confiseries, des boissons, des gâteaux et divers produits alimentaires, ce qui a permis de valoriser l'image de la fête et de lui donner une visibilité importante auprès des grandes surfaces. La fête d'Halloween devient alors un phénomène visible à partir de 1997.
Tout s'accélère en 1997 : pour promouvoir sa marque OLA, l'opérateur téléphonique France Télécom lance un téléphone mobile de couleur orange baptisé « Olaween » en jouant également sur la similitude du logo OLA avec une tête de citrouille. Une importante campagne publicitaire (8 000 citrouilles sont distribuées au Trocadéro), associée à d'autres initiatives commerciales (comprenant des événements spécifiques au sein du parc à thèmes de Disneyland Paris) donne à cette fête une visibilité médiatique instantanée. Coca-Cola, en partenariat avec d'autres marques, crée l'événement en 1999 en organisant une Halloween Party au Zénith de Paris réservé aux jeunes de 15 à 25 ans. La marque organise par la même occasion plus de 400 opérations dans les bars et discothèques de France. D'autres marques importantes, comme Orangina, Haribo, Materne, BN, M&M's ou encore McDonalds tentent eux aussi de profiter de la popularité de la fête pour lancer diverses gammes de produits aux couleurs d'Halloween. La Salsa du démon est rééditée en version remixée. Dès 1998, Halloween est adoptée par les commerçants et certains médias, la fête tombant juste au moment de la « période creuse » entre la rentrée scolaire et les fêtes de Noël.
Rapidement, cette importation (notamment dans la grande distribution) est critiquée en la dénonçant comme du marketing visant à faire plus de profit auprès des jeunes consommateurs (confiseries, jouets, masques et costumes…) Néanmoins, la fête s'impose en France en moins de quatre ans comme la troisième fête commerciale de l'année, juste derrière Noël et le jour de l'An. La société Optos-Opus, qui avait déposé la marque Halloween au milieu des années 1990, finit par perdre son droit d'exploitation de la marque après un arrêt publié par la chambre commerciale de la Cour de cassation, en 2004. La chambre syndicale nationale de la confiserie déclare que le dépôt d'une marque comme Halloween, qui représente un événement public, est considéré comme un acte à caractère frauduleux et empêche ainsi les autres commerçants de commercialiser des produits au nom de la fête. La société Optos-Opus s'est alors vu infliger une amende de 5 000 € au bénéfice de diverses organisations.
Mais dès 2006, de nombreux médias comme L'Express et 20 minutes font état d'un désintérêt progressif des Français pour Halloween. La pure logique commerciale et la survente médiatique de la fête en France sont mises en avant pour expliquer ce rapide retour de balancier. La situation change en 2015 quand plusieurs médias, comme 20 minutes, annoncent un retour en force de la fête avec un regain d'intérêt auprès des Français et un nouveau succès pour les commerçants.

### Aspects politiques et religieux
Halloween a aussi beaucoup souffert de vives oppositions politiques ou religieuses, la fête entrant en concurrence avec la Toussaint (le 1er novembre) et la fête des morts (le 2 novembre).
L'Église catholique romaine aurait constaté qu'une population non chrétienne s'intéresse au sens de la mort avec Halloween. Pour rappeler le sens de la Toussaint catholique, le diocèse de Paris a instauré, depuis 2002, une manifestation festive baptisée, en anglais approximatif (et ce pour créer un jeu de mots en opposition à Halloween), « Holy wins » (possiblement traduit par « ce qui est saint est victorieux »). Des centaines de personnes y participent chaque année. Une étude du Centre de recherche pour l'étude et l'observation des conditions de vie (CREDOC), commandée par la Chambre syndicale nationale des arts funéraires et datée de 2005, fait apparaître en parallèle une récente augmentation du succès commercial de la fête de la Toussaint. Au mois d'octobre, les confiseurs vendent leurs bonbons en indice 130 contre 100 les autres mois, ce qui montre bien le succès de la fête, du point de vue des confiseurs tout du moins. D'après le directeur du Crédoc même, « le chiffre d'affaires de la fête d'Halloween en France n'a jamais dépassé celui des fleuristes pour la Toussaint ».
En Allemagne et en France, le 31 octobre est la fête de la Réforme. L'Église évangélique y distribue des bonbons à l'effigie de Martin Luther pour décourager les enfants de célébrer Halloween. Selon l'évêque de Hanovre, il est « absurde de célébrer Halloween, Martin Luther ayant libéré les protestants de la peur des démons et des sorcières ».
En Russie, le Kremlin et l'Église orthodoxe tentent de freiner la popularité grandissante d'Halloween. Il est maintenant interdit de la célébrer dans les écoles de Moscou.
En Équateur, le président Rafael Correa a demandé, en 2007, aux fonctionnaires de ne pas célébrer Halloween car, selon lui, le gouvernement équatorien est nationaliste et la population doit célébrer les fêtes locales. Au Venezuela, le président Hugo Chávez a déjà affirmé qu'Halloween répandait la terreur et qu'il fallait que la population résiste à l'envahissement de la culture américaine. Au Brésil, la fête d'Halloween n'est pas célébrée ; sa popularité a cependant augmenté de par l'influence de la culture américaine. Il existe également, parmi les habitants, des oppositions quant à fêter ce jour. Le gouvernement a alors créé en 2005 le « Jour du Saci » (Dia do Saci, en portugais), se déroulant à la même date qu'Halloween et faisant hommage à un personnage du folklore brésilien.
En Chine les autorités se méfient de cette fête importée de l'Occident, les déguisements étant utilisés parfois à des fins de contestation politique.

### Santé et sécurité

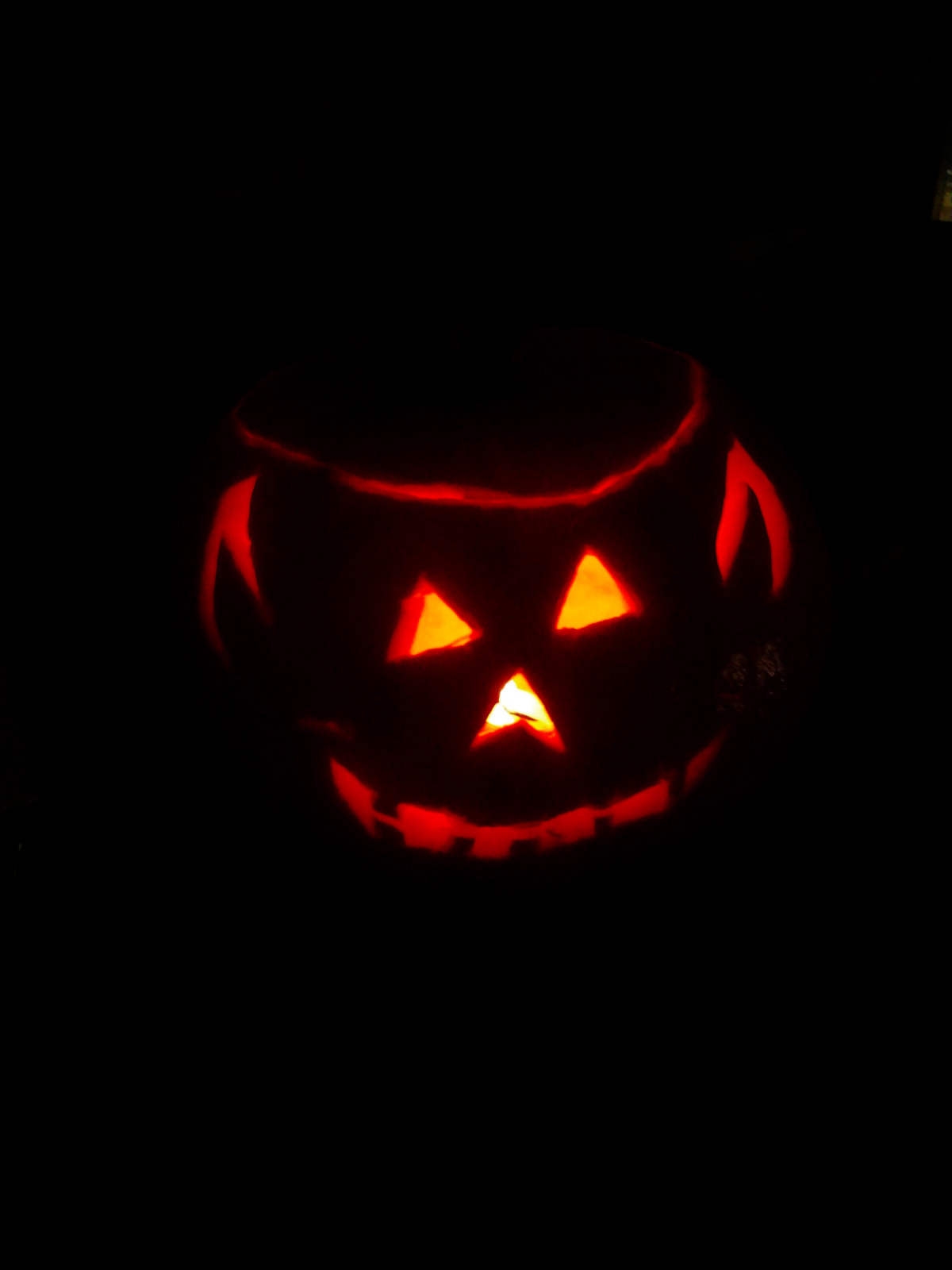
Citrouille d'Halloween illuminée.

À chaque fête d'Halloween, aux États-Unis, il y a des rumeurs persistantes selon lesquelles des gens introduiraient du poison ou des objets dangereux (lames, aiguilles) dans les bonbons. Certains postes de police organisent même une inspection gratuite des friandises. Certains hôpitaux ont aussi offert des scanners aux rayons X pour trouver d'hypothétiques objets malveillants afin de rassurer les enfants et les parents. La plupart de ces rumeurs sont des canulars parfois émis par la propre famille des enfants. Pourtant, chaque année, des reportages avertissant les gens du danger sont diffusés. La version 2014 met en garde contre la distribution de bonbons au cannabis.
Les consignes de sécurité élémentaires sont régulièrement rappelées :
- ne faire la collecte qu'en groupe, et accompagné d'un adulte pour les plus jeunes ;
- ne jamais entrer chez des inconnus ;
- ne pas consommer les friandises non emballées, et si possible attendre pour les trier chez soi ;
- être visible pour circuler dans la pénombre.

À Churchill, au Manitoba, un périmètre de sécurité est établi à l'aide d'automobiles munies de gyrophares pour permettre aux enfants de fêter Halloween à l'abri des ours polaires, qui peuvent parfois se promener dans la ville à la tombée de la nuit.

#### Incidents autour d'Halloween
Aux États-Unis, dans l'État du Michigan et à certains endroits des Maritimes canadiennes, certaines personnes prennent très à cœur l'aspect « mauvais coups » de la fête. Il y a des actes de vandalisme tels que le toilet papering (acte de dérouler des rouleaux de papier toilette dans les arbres ou sur la voie publique) ou l'incendie de voitures. À certains endroits, les policiers se laissent lancer des œufs dans l'espoir de réduire le vandalisme.
En 2014, quelques jours avant la fête d'Halloween, plusieurs agressions ont été commises par des personnes déguisées en Clown maléfique. Certaines apparitions de clowns visant juste à effrayer les passants, d'autres allant jusqu'aux agressions physiques. Ce phénomène a pris une ampleur importante qui a suscité l'effroi de plusieurs villes françaises où de nombreuses alertes se sont multipliées. Pour Halloween, les autorités ont fortement conseillé à la population de ne pas se costumer en clowns, ce qui n'a pas empêché les nombreux signalements de clowns agressifs durant la nuit d'Halloween. La psychose des clowns agressifs recommence l'année suivante, en octobre 2015. Des personnes déguisées en clown se sont ainsi amusées à poursuivre trois jeunes collégiennes en les menaçant avec des couteaux.
Le 29 octobre 2022, au moins 159 personnes sont tuées et 133 blessées au cours d'une bousculade lors d'une fête d'Halloween à Séoul en Corée du Sud.

### Déguisements et sexisme

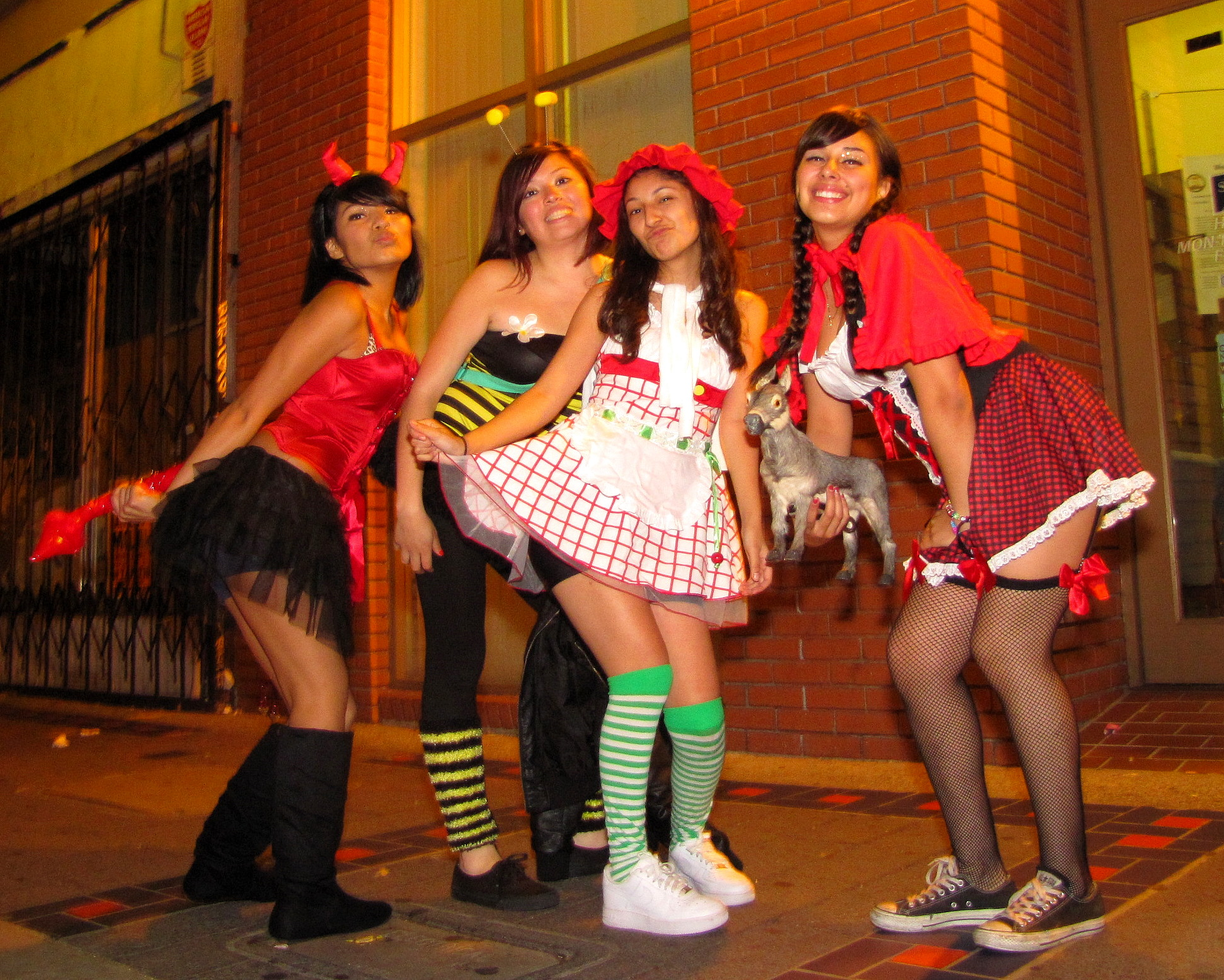
Exemple de déguisements hypersexualisés dans les rues de Noe Valley, à San Francisco en 2010.

L’Halloween est l’occasion de se déguiser, de changer d'apparence et d'attitude le temps d’une soirée. Cette tradition est importante pour la fête d’Halloween : sans déguisement, pas de friandises. Cependant, l’hypersexualisation, qui peut être définie comme l’utilisation excessive de son corps dans le but de séduire, est omniprésente dans les déguisements destinés aux jeunes femmes. En effet, la majorité des déguisements qui sont vendus à cette clientèle sont conçus et présentés comme « sexy », inspirés de l'industrie de l'érotisme et de la pornographie, composés de combinaisons moulantes, de hauts décolletés ou de jupes courtes et de bas, comme des déguisements de sorcière, de diablesse, d'ange déchu, de vampire, de petit chaperon rouge, de nonne ou même d'écolière. Cette hypersexualisation est beaucoup plus rare dans les déguisements vendus aux hommes. 
Selon Hiton (2021), l’hypersexualisation des femmes n’est pas spécifique à la fête d'Halloween, mais omniprésente dans de nombreux contextes quotidiens, tels que dans les jeux vidéo, la télévision, les publicités et sur Internet. Des recherches en sciences humaines montrent que l’hypersexualisation ne provient pas que des médias et des commerces, car, comme pour d'autres types de discriminations sociales, les victimes peuvent avoir intériorisé ces croyances dès leur plus jeune âge, dans le cadre de leurs relations avec leur famille et leurs pairs. Un article du Cahier explique ainsi qu’on peut observer beaucoup de jeunes femmes sur les réseaux sociaux portant des déguisements d'Halloween en bikini, qui continuent de soumettre l’image de la femme aux codes imposés par le désir masculin.
L’hypersexualisation peut affecter la santé mentale des adolescentes et des femmes. En effet, Aubrey (2006) cité dans Lamb et Koven (2019) explique qu’elles sont plus enclines à adopter des comportements d’autosurveillance envers leur corps. De plus, selon Grabe et Hyde (2009); Ward, Seabrook, Manago, et Reed (2016) cité dans Lamb et Koven (2019), elles peuvent ainsi développer une moins bonne image d'elles-mêmes, ce qui peut causer des symptômes d’anxiété et de dépression.

## Fêtes similaires

### France

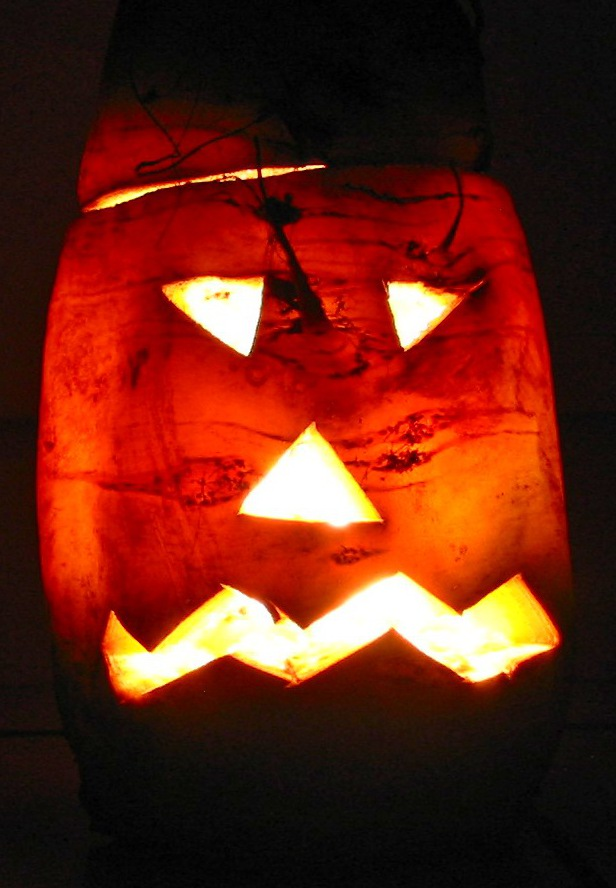
Betterave fourragère évidée et éclairée de l'intérieur, tradition germanique et celtique des régions françaises du Grand Est et de Bretagne.

En France, dans certaines régions, à la période de la Toussaint des fêtes traditionnelles se rapprochent d'Halloween :
- Bretagne : Dans le Finistère, du XVe siècle jusqu'au milieu du XXe siècle, une coutume chez les enfants, « vers l'approche de la Toussaint, de creuser des betteraves, d'y pratiquer des trous en forme d'yeux, de nez et de bouche, d'y introduire un bout de bougie et de refermer le tout » ; outre ce « lampion à tête humaine, posé la nuit sur un talus ou dissimulé dans les broussailles d'un terrain creux » pour effrayer les gens, le même témoignage évoque des enfants avec cette fois la tête-betterave portée sur leur tête et montés sur des échasses, en une terrifiante procession supposée représenter l'Ankou et les êtres de l'Autre Monde[70]. Dans le Finistère et dans le Vannetais la tradition de la veillée d'Halloween, bien que ne portant pas ce nom anglais, peut encore être racontée par les personnes âgées. En vannetais, elle s'appelle gouel kalan-gouiañv, la « fête des calendes de l'hiver ». Linguistiquement et culturellement, il est intéressant de noter que les langues gaëliques ont gardé le mot samhain, construit sur la racine sam (été), équivalent du brittonique haf (été), hañv en breton moderne (par aspiration du s et lénition du m, tous deux schémas réguliers du passage du gaëlique au brittonique). Ainsi, que samhain soit composé sur une étymologie (contestée) sam (été) + fuin (fin), ou sur un datif de sam auquel ferait défaut un mot équivalent à « la fin » avant le mot-racine sam, on note que cette fête est dans les langues gaëliques « la fin de l'été », là où elle est « le début de l'hiver » en breton (gouiañv hiver, gouiam en vieux-breton, sur la base gou- (préfixe à valeur diminutive) et ham été, qui donne haf ; cf: correspondance brittonique/gaëlique *giiàmo / gaim-), là où commence les « mois noirs », ar mizioù du. Cette fête s'accompagnait de rituels symboliques, comme celui de chasser les esprits en balayant la poussière accumulée le reste de l'année sur le seuil de la porte avec un balai de genêt, ou de laisser une assiette supplémentaire à table pour les morts qui visiteraient leur famille. C'est ce que décrit Tanguy Malmanche en 1900 dans sa pièce de théâtre Le conte de l'âme qui a faim (bret. : Marvaill ann ene naounek). Dans le Finistère, bien que très vivante, il n'y aurait qu'à Plougastel-Daoulas que la cérémonie de l'arbre à pommes, gwezenn an anaon[71], aurait survécu. Cette tradition pré-chrétienne a, au fil du temps, été intégrée par les cadres catholiques de la paroisse à la date du 1er novembre, au profit de la fête de la Toussaint, donnant ainsi l'occasion de dons sous forme d'aumônes. Elle est décrite comme un rassemblement d'une ou plusieurs familles organisées en breuriez sous un même toit pour partager un repas et faire la fête, en chantant des gwerz et en se racontant les histoires de l'Ankoù auprès du feu. Une breuriez étant une frairie, et sachant que dans les années 1970, après Vatican II, le clergé a voulu que cesse cette cérémonie, et en tenant compte du fait que les breuriez/frairies étaient connues dans toute la Bretagne (au moins bretonnante), on peut se demander s'il ne s'agit pas effectivement, à Plougastell, de la seule survivance d'une célébration jusqu'alors beaucoup plus répandue.

- Corse : La fête de la Sant'Andria est célébrée en novembre, avec déguisements et distributions de gâteaux et de chataignes[72].

- Occitanie : à partir des années 2000, la fête de « Martror » - fête des martyrs , terme utilisé au Moyen âge pour désigner la Toussaint en occitan - est ravivée, en particulier à Pézenas[73] et dans quelques autres communes.

- Alsace et Moselle : la Rommelbootzennaat (nuit des betteraves grimaçantes en Francique lorrain) est une tradition célébrée la veille de la Toussaint, essentiellement dans le Pays de Nied et dans une partie du land de Sarre voisin, ainsi que dans le secteur des Vosges du Nord. La veille de la Toussaint, les enfants sculptent des têtes grimaçantes dans des betteraves, légumes dont la récolte marque la fin des travaux des champs. Éclairées par la lumière d'une bougie, les têtes sont déposées sur les rebords de fenêtres, des puits, les murs des cimetières ou aux croisements des chemins pour effrayer les passants[74]. Cette fête a continué à être célébrée bien avant le retour en Europe de la mode d'Halloween[75].

### Belgique
En Belgique il existait, en milieu rural, des traditions similaires à celles du Jack-o'-lantern:
- En Flandre à l'occasion de la Saint-Martin, les enfants creusent en effet des betteraves et y percent des trous pour figurer un visage grimaçant éclairé par une bougie placée à l'intérieur de la betterave ;
- En Wallonie, ces lanternes étaient appelées Grign' Dints. Ces lanternes étaient réalisées au moment de la récolte qui coïncide avec le début de l'automne et avec les fêtes de la Toussaint. Cette pratique tend à disparaître depuis les années 1980.

### Suisse
La ville de Richterswil accueille l'ancienne fête du Räbeliechtli le 2e samedi de novembre où l'on défile dans la ville avec des raves creusées et éclairées par une bougie à l'intérieur. Cette fête fait partie des traditions vivantes de Suisse.

### Reste du monde

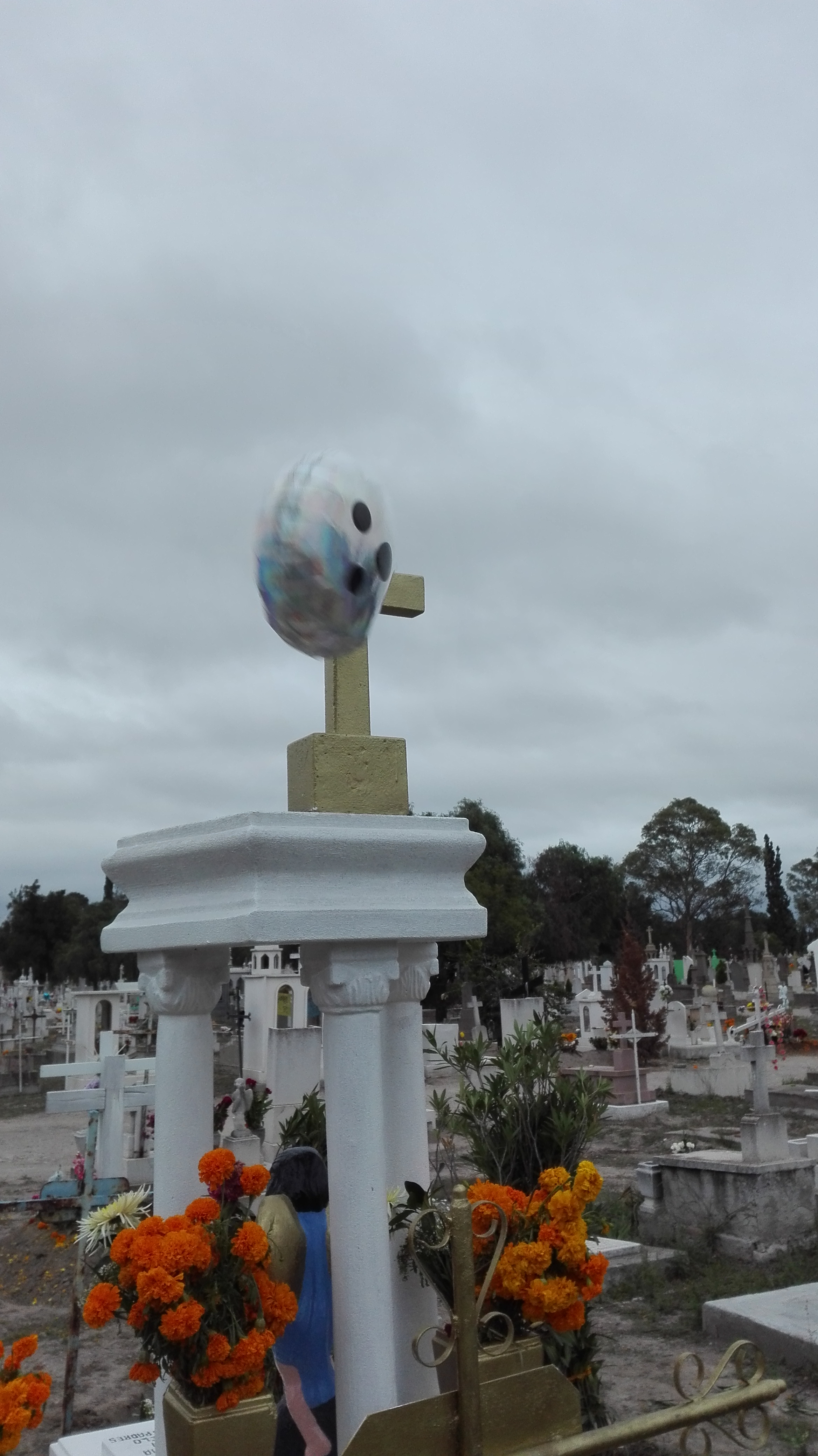
Tombe mexicaine le Jour des morts 2019, ornée des cempasúchil, les fleurs traditionnelles de cette fête, et d'un ballon d'Halloween en forme de fantôme, d'inspiration étasunienne, au cimetière historique de San Luis Potosí.

- L'Allemagne, la partie alémanique de la Suisse et l'Autriche connaissent une fête traditionnelle assez semblable nommée « Rübengeistern ».
- Halloween n'est pas célébrée traditionnellement en Chine, mais il existe une fête proche, la Fête des fantômes.
- Au Mexique, la fête n'est pas célébrée traditionnellement mais les Mexicains fêtent le Jour des morts les 1er et 2 novembre. Malgré le rapport à la mort présent dans les deux cas, les deux fêtes ont des significations distinctes. Premièrement, par leurs origines culturelles et géographiques très différentes. Et deuxièmement, par leur rapport à la famille assez différent, la célébration des morts au Mexique étant avant tout un moyen de réunir les membres de la famille, vivants comme morts. Halloween est cependant de plus en plus souvent célébrée au Mexique, par imitation de certaines classes sociales envers les États-Unis, et comme prélude au Jour des morts. De plus, bien que l'iconographie du Jour des morts privilégie de loin les décorations traditionnelles ou d'inspiration traditionnelle mexicaine, il n'est pas rare non plus de croiser des éléments de décoration typiques d'Halloween lors de cette fête.
- Sur l'île de Man, le 31 octobre est la fête de Hop-tu-Naa (en)[77].
- Au Portugal, on célèbre le « Magusto », fête des châtaignes, entre la Toussaint et la Saint Martin[78].
- En Espagne sont célébrées :
  - La fête du « Magosto » en Galice est célébrée de la même façon qu'au Portugal ;
  - En Catalogne la Fête de la châtaigne, ou Castanyada, qui provient d'une ancienne fête rituelle funéraire.
- Le Japon a sa fête traditionnelle des morts : le O-Bon. C'est l'occasion pour visiter les sépultures des défunts et y déposer des offrandes ou des fleurs. Cette fête se déroule du 13 au 15 août.

## Dans la culture populaire

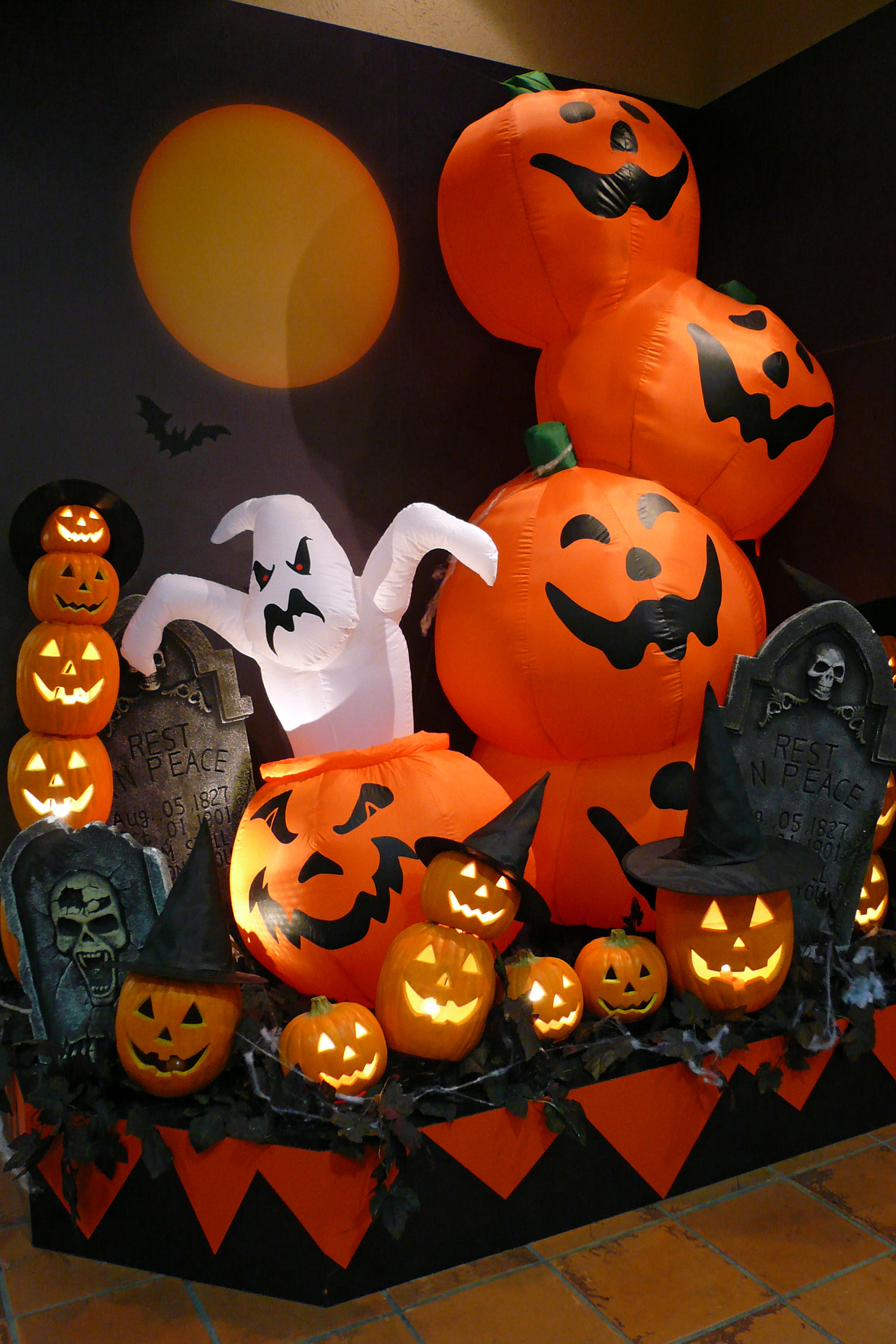
Une décoration d'Halloween.

Halloween est le prétexte d'un nombre important d'œuvres, notamment cinématographiques comme It's the Great Pumpkin, Charlie Brown (1966) (de Bill Meléndez), La Nuit des masques (1978) (de John Carpenter) et ses suites, Hocus Pocus (1993), (de David Kirschner et Mick Garris), L'Étrange Noël de monsieur Jack (1993), (de Henry Selick) et Trick 'r Treat, (2008) (de Michael Dougherty) (voir aussi une séquence célèbres de Le Chant du Missouri (1944) de Vincente Minnelli) mais aussi télévisuels comme Les Sorcières d'Halloween et ses suites, Le Fantôme d'Halloween, Le Sauveur d'Halloween ou encore Le Crime d'Halloween.
Dans la littérature, le poème de Robert Burns, Halloween, reprend ce même thème.
Pour plus d'informations, voir la catégorie Halloween dans l'art et la culture.

### Séries télévisées
Les feuilletons et séries télévisées américains ont souvent un épisode consacré à Halloween, quand ce n'est pas plusieurs (voir Les Simpson par exemple, ou encore la série Friends ou dans des séries policières tel que NCIS : Enquêtes spéciales). Au Canada, notons le clip Halloween des Têtes à claques et de nombreux épisodes de Chair de poule.
Dans Buffy contre les vampires, Halloween est le jour que les « démons » détestent, le jour où ils préfèrent ne pas sortir de chez eux, révoltés à l'idée de ne pas être suffisamment pris au sérieux et d'être dévalués par une manifestation commerciale. Ce qui est un curieux contre-sens : dans la tradition celtique, la fête de Samain était justement celle de la réunion du monde visible et du monde invisible, le jour de l'année où les vivants pouvaient avoir accès à l'« Autre Monde ».
Dans Charmed, Halloween est considéré comme le jour le plus magique de l'année, nouvel an sorcier. C'est par cette magie que les démons vaincus au cours de l'année précédente peuvent revenir d'entre les morts pour la journée et circuler librement parmi les humains festifs. Pour les sorcières, c'est un jour où la magie primitive peut être invoquée facilement. Un chapeau pointu leur permet ainsi facilement de capter les énergies célestes tandis qu'un balai ou une pomme se trouvent être des moyens de défense et d'attaque inestimables.
Dans American Horror Story, plusieurs épisodes sont consacrés à la fête d'Halloween de diverses façons : la saison 1 (Murder House) présente la journée du 31 octobre comme la seule où les fantômes du manoir peuvent s'échapper de son emprise pour aller voir leurs proches ou pour d'autres motifs, avant d'y retourner au lever du jour le 1er novembre. Un exorcisme a lieu la veille d'Halloween dans la saison 2 (Asylum) et les conséquences seront catastrophiques : le Diable lui-même fera son entrée dans l'asile. Dans la saison 3 (Coven), un combat entre les sorcières et des morts-vivants a lieu, et des fantômes du passé de certaines protagonistes referont surface pour les mettre à rude épreuve. Dans la saison 4 (Freak Show), Halloween est célébrée par un concert unique offert par Elsa Mars, la propriétaire du cirque, et malgré les avertissements superstitieux des « monstres » de la troupe, elle fera revenir Edward Mordrake d'entre les morts, un homme au passé sanglant et cachant un secret ignoble. Dans la saison 5 (Hotel), la soirée du 31 octobre est communément appelée « la Nuit du Diable » et voit se rassembler divers tueurs en série et assassins célèbres des États-Unis à l'hôtel Cortez comme Richard Ramirez, Aileen Wuornos ou encore John Wayne Gacy, tous accueillis par James Patrick March. Dans la saison 8 (Apocalypse), un bal costumé est organisé pour célébrer Halloween, et ce sera aussi l'occasion pour un personnage malveillant de commettre un véritable massacre, qui signera aussi le retour de personnages emblématiques de la série.